# Loch Gorm (sjö i Storbritannien, Argyll and Bute)
Loch Gorm är en sjö i Storbritannien.   Den ligger i kommunen Argyll and Bute och riksdelen Skottland, i den västra delen av landet, 600 km nordväst om huvudstaden London. Loch Gorm ligger 13 meter över havet. Arean är 2,5 kvadratkilometer. Den ligger på ön Islay. Trakten runt Loch Gorm består i huvudsak av gräsmarker. Den sträcker sig 2,0 kilometer i nord-sydlig riktning, och 2,3 kilometer i öst-västlig riktning.